# Taheva
Cet article concerne le village. Pour l'ancienne commune, voir Commune de Taheva.
Taheva est un village de la commune de Valga, situé dans le comté de Valga en Estonie. 

## Géographie
Le village est situé à 25 km au sud-est de la ville de Valga, près de la frontière avec la Lettonie.